# 楊樹浦水廠

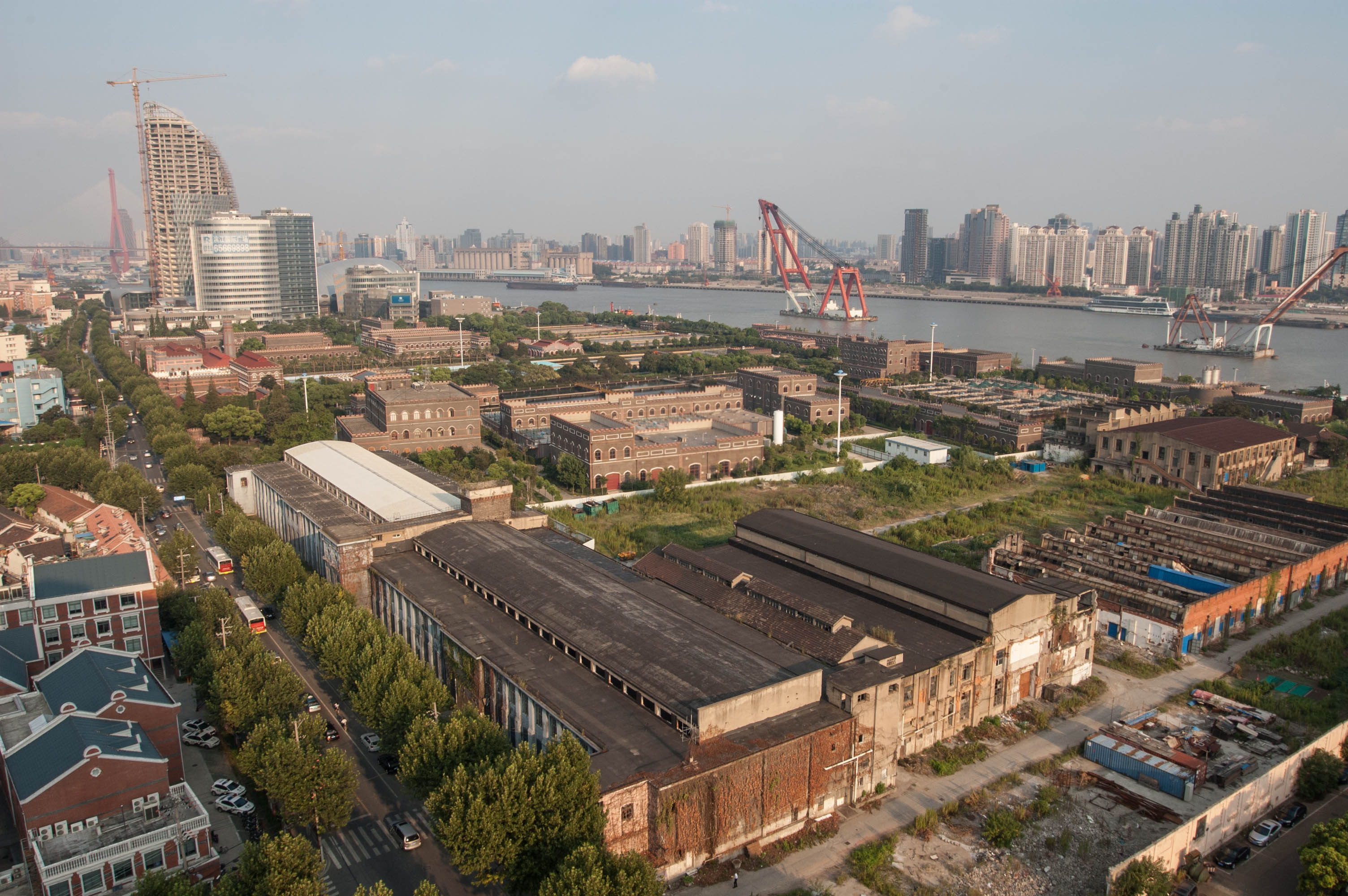
楊樹浦水廠

楊樹浦水廠（中国語: 杨树浦水厂）は、上海市楊浦区楊樹浦路830号にある水道水の浄水場である。この浄水場は上海最初の浄水場であり、1875年に創立された。1885年、楊樹浦水廠は英商上海自来水公司（イギリス系の上海水道水会社）に移管され、再建された。1932年、楊樹浦水廠は大規模拡大が行われ、極東最大の浄水場になった。日中戦争中、楊樹浦水廠は日本軍に接収され、華中水電公司に管理されていた。1952年から、楊樹浦水廠は上海市人民政府に接収された。楊樹浦水廠は2013年から中華人民共和国全国重点文物保護単位にリスト入りした。

## 関連記事
- 楊樹浦発電廠

## 参考
1. ↑  “上海地名志·第六篇 经济文化地名·第一章 经济类·第一节 工业区、工厂” (中国語). 上海市地方志办公室. (2006年12月5日).  オリジナルの2016年3月27日時点におけるアーカイブ。 2015年2月9日閲覧。